# District d'Avranches

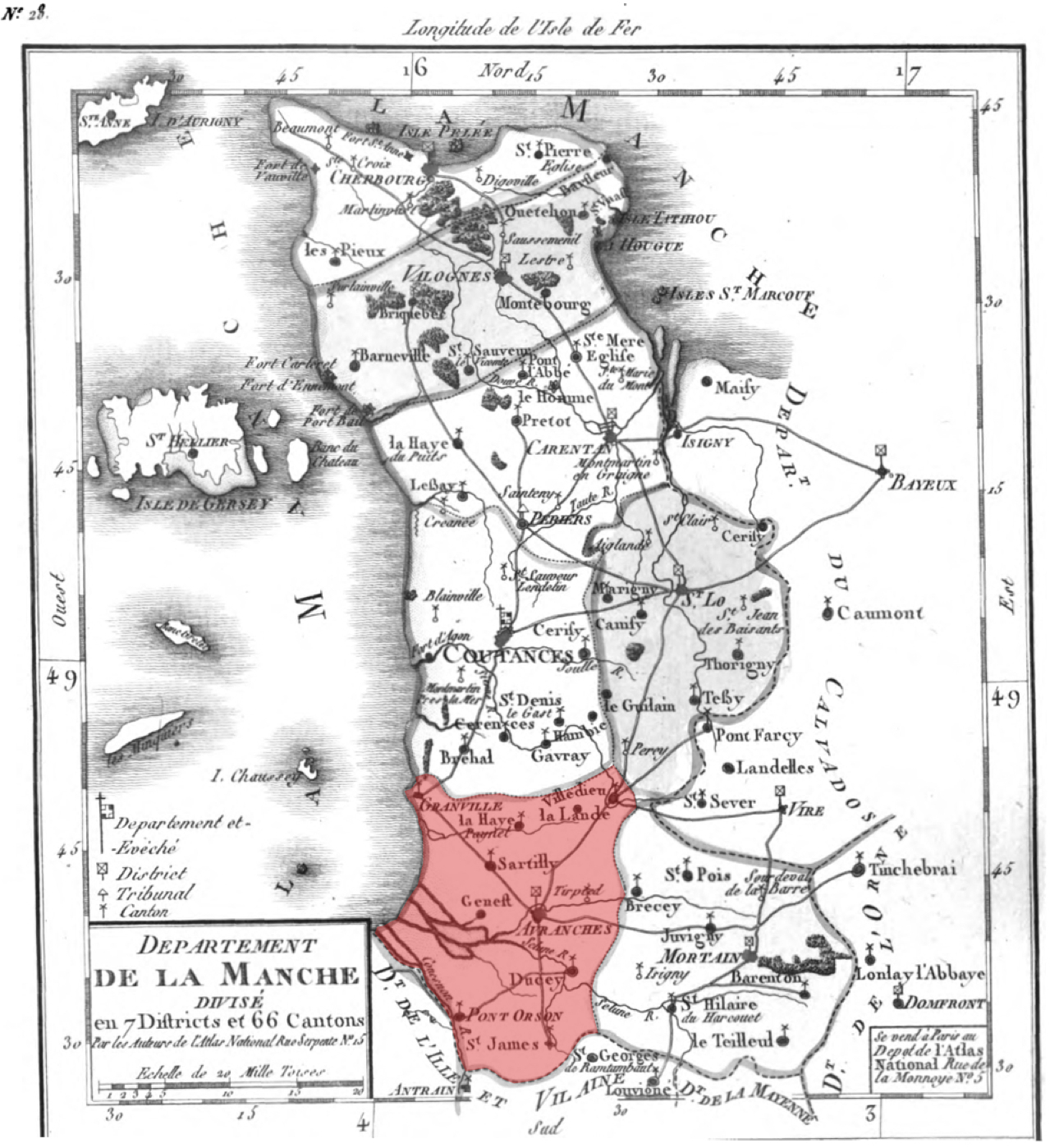
Localisation du district d'Avranches sur une carte de la Manche.

Le district d'Avranches est une ancienne division territoriale française du département de la Manche de 1790 à 1795.

## Historique
Ce district, créé en application des décrets relatifs à la division du royaume des 15 janvier et 16 février 1790, comportait 9 cantons (graphie de 1791) .
Supprimé en 1795, le district d'Avranches devint l'arrondissement d'Avranches, créé le 17 février 1800.

## Composition
- Avranches[2]
- Ducé[3]
- Grandville[4]
- Lahaye-Painel[5]
- Saint James[6]
- Pontorson[7]
- Sartilly[8]
- Tirpied[9]
- Ville-Dieu[10]